# شهرستان دلاویر (اوهایو)
شهرستان دلاویر، اوهایو (به انگلیسی: Delaware County, Ohio) یک عوارض جغرافیایی در ایالات متحده آمریکا است که در اوهایو واقع شده‌است.